# Peleteria manomera
Peleteria manomera là một loài ruồi trong họ Tachinidae.